# Денисівська сільська рада (Переяслав-Хмельницький район)
| Денисівська сільська рада — колишній орган місцевого самоврядування у Переяслав-Хмельницькому районі Київської області з адміністративним центром у с. Дениси. Водоймища на території, підпорядкованій даній раді: річка Супій. Сільській раді були підпорядковані населені пункти: - с. Дениси |

## Склад ради
Рада складалася з 14 депутатів та голови.

### Керівний склад ради
| ПІБ                          | Основні відомості                                                                                              | Дата обрання | Дата звільнення |
| ---------------------------- | --- | ------------ | --------------- |
| Костюк Дмитро Іванович       | Сільський голова, 1950 року народження, освіта                                                                 | 26.03.2006   | 31.10.2010      |
| Ковкрак Олександр Вікторович | Сільський голова, 1969 року народження, освіта незакінчена вища, член Всеукраїнського об'єднання «Батьківщина» | 31.10.2010   | 17.03.2014      |

Примітка: таблиця складена за даними джерела